# Евдокија Комнин (ћерка цара Јована II)
Евдокија Комнин (средњегрч. Ευδοκια Κομνηνη) је била византијска принцеза – ћерка цара Јована II Комнина и млађа сестра цара Манојла I Комнина.
Евдокија је рођена око 1116. године. Она је најмлађа ћерка византијског цара Јована II Комнина и његове жене Ирине, која је по рођењу била угарска принцеза.
Око 1131. године Евдокија је била удата за Теодора Ватаца, о чему сведочи хроника Јована Кинама. Евдокија и Теодор Ватац имали су најмање једно дете – сина по имену Андроник, о чему сведочи сачувани печат са натписом „Андроник Комнин, син Евдокијин, потомак пурпурног корена, сестрић цара Манојла, син Теодора Ватаца. “, датиран око 1163 .